# Khara Khula
Khara Khula (overleden 1635) was tijdens zijn leven de belangrijkste leider van de Oirat-Mongolen. Hij had de ambitie een rijk te stichten waarin alle Oirats onder zijn leiding verenigd zouden zijn. In de laatste periode van zijn leven slaagde hij er in die ambitie te verwezenlijken. Het rijk verkreeg in de periode van zijn zoon en opvolger Erdeni Batur (overleden 1653) een politiek herkenbare identiteit als het kanaat Dzjoengarije.

## Achtergrond
In 1368 viel in China de Mongoolse Yuan-dynastie die werd opgevolgd door de Chinese Ming-dynastie. De meeste Mongolen keerden terug naar hun oorspronkelijke leefgebieden. De Mongoolse dynastie werd voortgezet in de Noordelijke Yuan-dynastie. De in omvang grootste groep, de Khalkha-Mongolen, vestigde zich in het gebied dat nu - globaal - de republiek Mongolië vormt. De Oirat-Mongolen vestigden zich ten westen daarvan, globaal in het gebied ten westen van het Altaj -gebergte en ten noorden van het Tianshan-gebergte.
In de 16e en 17e eeuw werd het gebied tussen de Oirats en de Khalka's - globaal de omgeving rondom de huidige stad Hovd - bewoond door aan de Khalka's verwante Mongolen - waarvan de stamleiders (en vaak ook de stam zelf) aangeduid worden met de naam Altyn Khan.
Esen tayisi (?-1455) wist in de eerste helft van de 15e eeuw de Oirats tot een machtige federatie te maken. Hij wist een rijk te creëren van het noorden van Korea in het oosten naar het gebied rondom de oase Hami aan de Zijderoute. De meest westelijke grens van het gebied wordt gevormd door de rivier de Irtysj.
Na zijn dood viel het door hem gecreëerde rijk weer uiteen. De oostelijke Mongolen, met name in de periode onder Dayan Khan (1464- na 1527) brachten de Oirats in de 16e eeuw een aantal zware nederlagen toe.
Aan het eind van de 16e eeuw waren de Oirats nog steeds een relatief zwakke federatie vergeleken met andere Mongoolse stamfederaties. Ze waren verdeeld in facties en clans, gebaseerd op de vier stammen van de Oirats, Dörbet, Torgut, Khoshut en de Choros. De laatste was de leidende clan, die een generatie later de Dzjoengaren zou worden. De clans voerden voortdurend een onderlinge strijd en waren vooral daarom een gemakkelijke prooi voor hun grootste Mongoolse tegenstander: de Altyn Khan. Het was vooral de druk van de laatste die groepen Oirats al vanaf 1600 in westelijke richting deed migreren naar het relatief onbevolkte gebied tussen de rivieren de Irtysj en de Ili. Die migratie viel samen met het steeds verder oprukken van de Russen in Centraal-Azië.
Rond 1590 zijn de Oirats de eerste Mongoolse groep die contact kregen met de Russen. Die ontmoetingen vonden plaats in pas gestichte nederzettingen als Tobolsk en de stad Tara in de huidige Oblast Omsk.

## De opkomst van Khara Khula

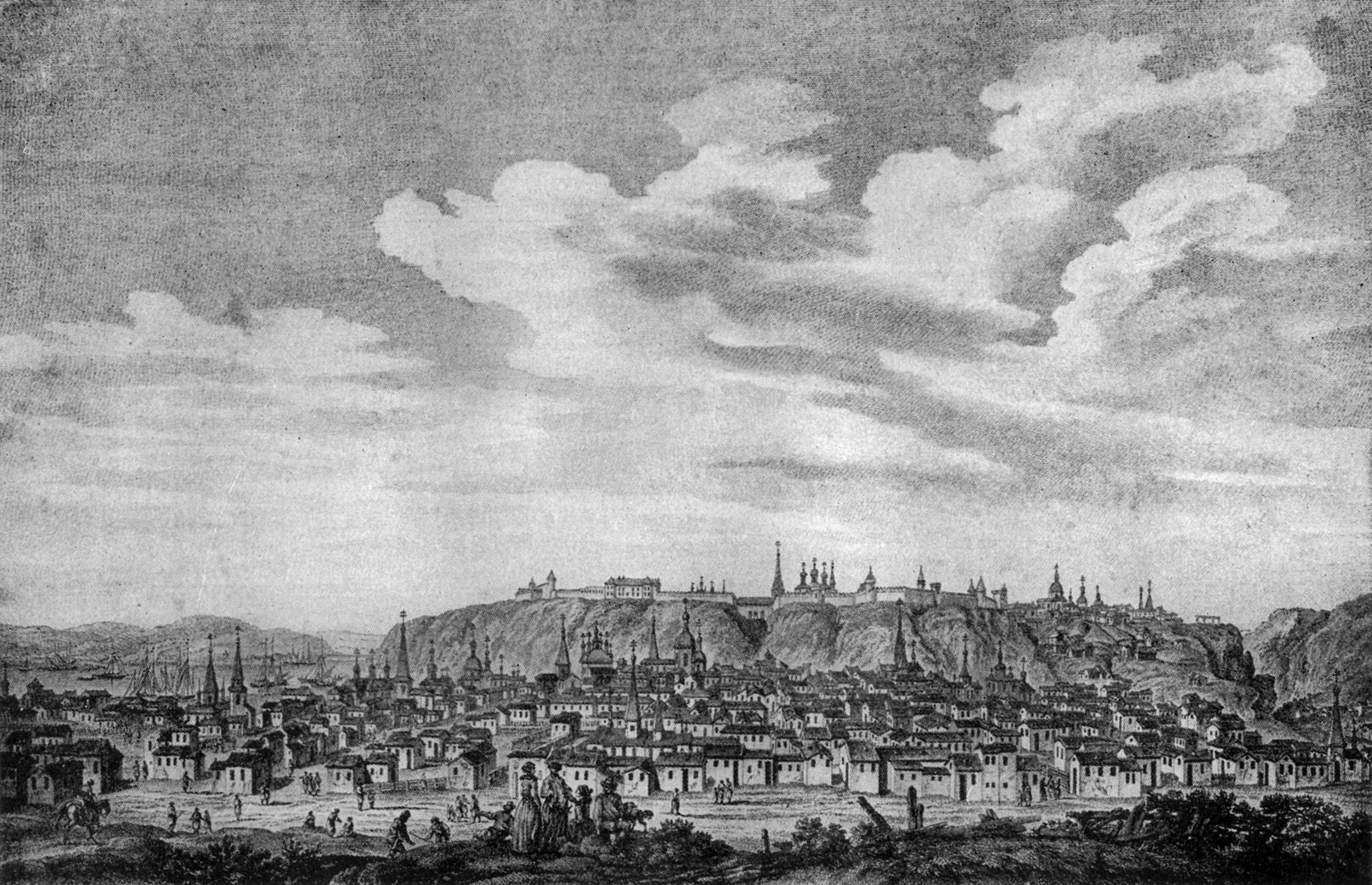
Tobolsk was een van de eerste plaatsen waar Russen en Oirats elkaar ontmoetten

De periode van leiderschap van Kara Khula begon omstreeks 1600. Er waren toen al enige Oirat-groepen die zich onder bescherming van de Russische tsaar hadden gesteld, vanwege de pressie van de Altyn Khan.
In 1608 behaalde Khara Khula een grote overwinning op de Altyn Khan. Tegelijkertijd fragmenteerde het rijk van de Kazachen na de dood van hun Khan, Tevekkel, en vormde geen serieuze bedreiging meer voor de Oirats.
In 1608 bezocht een delegatie van de Oirats ook Moskou. Dat was gedurende de periode van de tsaar Vasili IV. De delegatie merkte de chaos en politieke anarchie op die deze periode van de Tijd der Troebelen kenmerkte. De Oirats kwamen dan ook tot de conclusie dat zij de macht van Rusland om hen echt te beschermen nogal overschat hadden.
Die drie factoren versterkten het leiderschap van Khara Khula in zijn streven de Oirats onder één leiding te brengen.
Het resultaat ten opzichte van de Russen was dat groepen die zich op Russisch grondgebied hadden mogen vestigen hun plichten ten aanzien van belastingbetaling niet meer nakwamen en in plaats daarvan in toenemende mate plundertochten in Siberië ondernamen.
In 1614 en 1615 keerden echter de kansen weer voor Khara Khula. In 1613 werd Michaël I (1596-1645) tot eerste tsaar van het Huis Romanov gekroond. Er kon weer aandacht aan de situatie in Siberië besteed worden. Het gevolg was dat in 1614 Russische kozakken de Oirats weer naar het zuiden wisten te dwingen. Er was een extreem koude winter met catastrofale gevolgen voor de veestapel van de Oirats. In 1615 boekte de Altyn Khan weer een grote overwinning op troepen van Khara Khula. Het resultaat hiervan was, dat sommige Oirat-groepen zich opnieuw onder de bescherming van de tsaar wensten te stellen en ook enkele die van de Altyn Khan zochten.

## Periode vanaf 1619

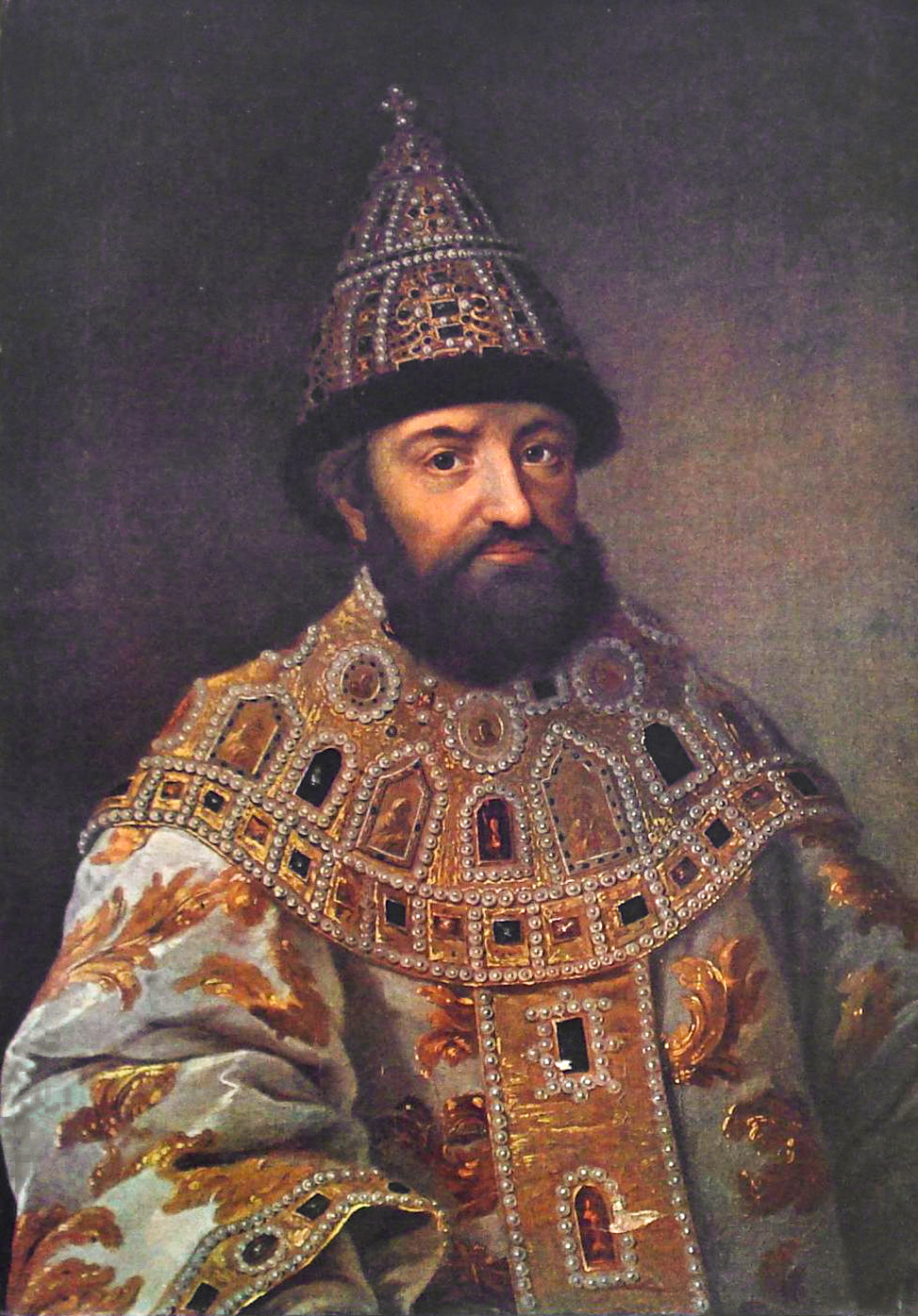
Tsaar Michael I

In 1619 brak er een vorm van totale oorlog uit tussen Khara Khula en de Altyn Khan. Beide partijen probeerden bondgenoten te vinden. Dat leidde tot de merkwaardige situatie dat delegaties van Khara-Khula en de Altyn Khan aan het eind van dat jaar vrijwel gelijktijdig in Moskou arriveerden. Beide delegaties hadden het voorstel aan de tsaar voor een militaire alliantie tegen hun tegenstander.
Het laatste wat de Russische regering wenste, was zelf betrokken te raken bij strijd tussen twee nomadische groeperingen. De tsaar heette nieuwe vazallen in Siberië welkom, maar niet tegen de prijs van volledige militaire ondersteuning tegen hun tegenstanders. Dit zou het belangrijkste patroon worden in de Mongools-Russische relaties. Mongolen vroegen steeds Russische steun tegen hun andere Mongoolse rivalen en later de Mantsjoes en het recht te handelen in Siberische grenssteden, terwijl de Russen het doel hadden om afzonderlijke stammen te onderwerpen aan het gezag van de tsaar om op die wijze verdere toegang tot China te verkrijgen. Beide partijen ontvingen dan ook in april 1620 het antwoord dat er geen sprake kon zijn van een offensieve militaire alliantie. Indien zij echter vazal van de tsaar wensten te worden, zou de tsaar hen ook verdedigen tegen aanvallen van de ander. De delegatie van Khara Khula kreeg een brief van Michaël I voor hem mee met de zin U, Khara Khula zal zich onderwerpen aan Rusland en daarna onze bescherming tegen uw vijanden ontvangen.
Khara Khula bevond zich op dat moment in de zwakste positie. Hij deed een wat vage belofte akkoord te gaan met deze voorwaarden. Hij ontdekte echter spoedig dat de bescherming van Rusland in de praktijk vrijwel niets voorstelde. Khara Khula had vooral metalen wapens nodig in zijn strijd tegen de Altyn Khan. Hij kreeg die echter niet van de Russen. Hij beroofde daarop een aantal stammen in het zuiden van Siberië die al lang vazal van de tsaar waren, van die wapens. Dit soort incidenten leidde tot verdere escalatie en Khara Khula gaf dan ook zelfs de illusie op een vazal van de tsaar te zijn. In 1623 wist Khara Khula een nieuwe aanval van de Altyn Khan af te slaan.

## Periode vanaf 1625
De machtspositie van Khara Khula onder de Oirats was echter nog steeds niet geheel onomstreden. In 1625 ontstaat er een strijd binnen de stam van de Khoshut, die binnen de federatie van de Oirats escaleerde tot een vorm van burgeroorlog. Khara Khula probeerde eerst te bemiddelen maar zag zich daarna genoodzaakt om met bondgenootschappelijke clans daar met militaire middelen een eind aan te maken.
Zijn streven naar een machtspositie was een van de redenen van een nieuwe en nu veel grotere migratie van Oirat-groepen. In 1630 besloot de vrijwel gehele stam van de Torgut te migreren naar het gebied van de Wolgadelta en werd daarbij gevolgd door een aanzienlijk deel van de Dörbet. Er was duidelijk onvrede onder sommige Oirat-clans over de ambitie van Khara Khula de gehele politieke en militaire controle van de stamfederatie te verkrijgen. Het gevolg was dat voor de clans die het leiderschap van Khara Khula trouw bleven, er sprake was van economische winst. De migratie gaf die clans aanzienlijk meer weidegrond ter beschikking.
De min of meer onomstreden machtspositie van Khara Khula dateert vanaf 1630. Rond 1630 versloeg Khara Khula de Altyn Khan nog enkele malen. Daarna zouden de Altyn Khan nooit meer een bedreiging voor Oirats vormen. Daarbij verdreef Khara Khula de Altyn Khan ook uit het door hen bezette Bekken van Dzoengarije in Oost-Turkestan, een gebied dat onder Mongoolse dominantie van de Dzjoengaren zou blijven tot aan hun vernietiging in 1756.
Al deze gebeurtenissen verstoorden het vervoer van goederen op de handelsroutes tussen Rusland en een aantal islamitische stadstaten van Centraal-Azië ten noorden van Perzië en (het huidige) Afghanistan. Nog in 1633 zond het khanaat van Kiva vertegenwoordigers naar Moskou om gezamenlijke actie voor te stellen tegen Khara Khula.
In dat jaar waren de relaties tussen Rusland en Khara Khula echter al aanzienlijk verbeterd. Het was Khara Khula duidelijk geworden, dat er meer te winnen viel met handel met Siberische grenssteden dan met die te plunderen. Er werden overeenkomsten gesloten inzake het uitwisselen van gevangenen. De Russen weigerden dus in te gaan op de voorstellen van die vertegenwoordigers.
De politiek van prioriteit geven aan lucratieve handel met de Russen zou na de dood van Khara Khula worden voortgezet door zijn zoon en opvolger Erdeni Batur.